# Vojta-Therapie
Die Vojta-Therapie ist eine physiotherapeutische Behandlungsmethode bei Störungen des zentralen Nervensystems und des Haltungs- und Bewegungsapparates.
Sie wurde von dem tschechischen Neurologen und Kinderneurologen Václav Vojta in den 1960er Jahren entwickelt.

## Grundsätze
Während gesunde Menschen bei ihrer Alltagsorientierung auf sämtliche Bausteine der menschlichen Aufrichtung und Fortbewegung automatisch und unbewusst zugreifen können, stehen die angeborenen Bewegungsmuster zum Greifen und Hantieren, Umdrehen und Aufstehen, Gehen und Laufen bei Schädigungen des Zentralen Nervensystems und des Haltungs- und Bewegungsapparates nur eingeschränkt zur Verfügung.
Mit der so genannten Reflexlokomotion (oder Reflexfortbewegung) hat Vojta eine Methode entwickelt, die elementare Bewegungsmuster auch bei Menschen mit geschädigtem Zentralnervensystem und Bewegungsapparat zumindest in Teilbereichen wieder zugänglich macht.
Im Begriff „Reflexlokomotion“ sind bereits die Grundzüge der Vojta-Therapie zusammengefasst: Unter Reflex versteht die Wissenschaft eine stets gleiche Reaktion auf einen bestimmten Reiz, die nicht bewusst gesteuert werden kann. Lokomotion bezeichnet allgemein die Fähigkeit der Fortbewegung.

## Anwendungsgebiete
Die Vojta-Therapie kann als Basistherapie im Bereich Physiotherapie bei praktisch jeder Bewegungsstörung und zahlreichen Erkrankungen eingesetzt werden.
Fälschlicherweise wird oft angenommen, dass die Therapie nach Vojta allein im Säuglings- und Kleinkindalter die gewünschten therapeutischen Erfolge erzielt. Das Zentralnervensystem ist im Säuglings- und Kindesalter im Vergleich zum Erwachsenenalter wesentlich formbarer. Doch auch in späteren Lebensjahren lassen sich noch gesunde Bewegungsmuster im Zentralnervensystem „bahnen“.
Die Vojta-Therapie setzt einzig eine neuromuskuläre Verbindung, also eine vorhandene „Leitung“ zwischen Nervenbahnen und Muskeln, voraus. Bei Krankheitsbildern, die nicht ursächlich behandelt werden können, wie z. B. Multiple Sklerose, kann mit der sogenannten Reflexlokomotion im Rahmen der Vojta-Therapie das jeweils vorhandene neurologische Potenzial ausgeschöpft werden.
Indikationen zur Vojta-Therapie sind:
- zentrale Koordinationsstörungen im Säuglingsalter[4][5]
- Bewegungsstörungen als Folge von Hirnschädigungen (Zerebralparesen)[6]
- periphere Lähmungen der Arme und Beine (z. B. Plexusparesen[7], Spina bifida)[6]
- verschiedene Muskelerkrankungen[6]
- Erkrankungen und Funktionseinschränkungen der Wirbelsäule, z. B. Wirbelsäulenverkrümmung (Skoliose)[8][9]
- orthopädisch relevante Schädigungen der Schulter und der Arme, der Hüfte und der Beine unterschiedlicher Ursache (Fehlstellungen, Schmerzen, Traumen, Fehlbelastungen u. a.)[10]
- Mitbehandlung von Fehlentwicklung der Hüfte (Hüftdysplasie/-luxation)[11]
- Probleme der Atmungs-[12], Schluck- und Kau-Funktionen
- Querschnittlähmung[13]
- Multiple Sklerose[14], Schlaganfall und andere neurologische Störungen[13] wie z. B. Schmerzzustände, residuale Paresen nach Bandscheibenvorfall, Ischialgien

Kontraindikationen
Die Vojta-Therapie darf nicht angewendet werden bei:
- akuten fieberhaften bzw. entzündlichen Erkrankungen
- speziellen Erkrankungen wie z. B. Glasknochenkrankheit
- bestimmten Herz- und Muskelerkrankungen
- Schwangerschaft

## Durchführung
Die Auslösung der Reflexlokomotion erfolgt überwiegend aus den drei Grundpositionen Bauch-, Rücken- und Seitenlage und aus zehn von Vojta beschrieben Auslösungszonen am Körper. Beim gesunden Neugeborenen ist die vollständige Aktivierung des Bewegungsmusters „Reflexkriechen“ aus einer einzigen Zone möglich. Bei älteren Kindern und Erwachsenen müssen mehrere Zonen für die Auslösung der Reflexlokomotion stimuliert werden.
In genau definierten Ausgangsstellungen übt der Vojta-Therapeut am Patienten einen gezielten Druck auf bestimmte Körperzonen aus. Dieser Reiz führt – unabhängig vom Willen des Patienten – bei Menschen jeden Alters zu zwei Bewegungskomplexen, in denen alle wesentlichen „Bausteine“ der menschlichen Fortbewegung und Aufrichtung enthalten sind: „Reflexkriechen“ und „Reflexumdrehen“.
Die im Einzelnen wissenschaftlich exakt beschriebenen Bewegungsabläufe der Reflexlokomotion sind jederzeit abrufbar. Durch Kombination und Variation der Auslösungszonen sowie durch kleinste Veränderungen der Druckrichtungen und Gelenkwinkel in der Ausgangsstellung und mit Widerständen gegen die Bewegungen der Extremitäten wird die Therapie dem individuellen Krankheitsbild und Behandlungsziel des Patienten angepasst.

## Wirkungsweise
Die Bewegungskomplexe der Reflexfortbewegung enthalten die für jede Fortbewegung elementaren Bestandteile:
- Automatische Steuerung des Gleichgewichtes bei Bewegungen („posturale Steuerung“)
- Aufrichtung des Körpers gegen die Schwerkraft
- zielgerichtete Greif- und Schrittbewegungen der Extremitäten.

Durch wiederholtes Auslösen dieser automatischen Körpersteuerungen und Bewegungen kommt es beim Patienten zu „Freischaltungen“ oder Neubahnungen innerhalb jener nervlichen Netzwerke zwischen Gehirn und Rückenmark, die funktionell blockiert sind. Der Zugang zu den bei spontanen Handlungen im Alltag benötigten und unbewusst eingesetzten Muskelfunktionen wird „freigeschaltet“, und die angeborenen Bewegungsmuster werden aktiviert.
Je nach Grunderkrankung kann durch die therapeutisch veranlasste „Bahnung“ von Haltungs- und Bewegungsfunktionen im Zentralnervensystem das verbesserte Bewegungsniveau bei nur wenigen, relativ kurzen Ausführungen oft den ganzen Tag über gehalten werden. Dadurch wird eine positive Veränderung der spontanen Haltung und Bewegung erreicht. So gewinnt der bewegungsgestörte Patient auch bessere Fähigkeiten zur Kontaktaufnahme, und Kommunikation und die Entwicklung zur Selbständigkeit und Unabhängigkeit werden gefördert.
Die Vojta-Methode wirkt auf die vorhandenen Nervenbahnen auf den unterschiedlichsten Körperebenen von der Skelettmuskulatur über die inneren Organe bis zu höheren Gehirnfunktionen und auf die Psyche des Patienten. Somit können mit der Vojta-Therapie neben der Körperhaltung und Fortbewegung auch vegetative Funktionen (Atmung, Durchblutung, Blasen- und Darmfunktion, Schlaf-Wachrhythmus), die Sensibilität und der Gesichts- und Mundbereich (Schlucken, Augenbewegungen, Sprache) aktiviert und beeinflusst werden.

## Individuelles Therapieprogramm
Die Vojta-Therapie wird vom behandelnden Arzt verordnet. Durchgeführt wird die Behandlung von einem in der Vojta-Therapie ausgebildeten und zertifizierten Physiotherapeuten. Dabei wird jeder Patient mit Schwerpunkt auf sein motorisches Hauptproblem, entsprechend seiner Grunderkrankung und den sich daraus ergebenden Möglichkeiten und Grenzen individuell behandelt.
Neben der Grunderkrankung bestimmen Übungsintensität, Frequenz und Genauigkeit die Wirksamkeit und damit den Erfolg der Behandlung.
Nach der entsprechenden Verordnung durch den behandelnden Arzt erstellt der Vojta-Therapeut ein individuelles Programm und legt gemeinsam mit dem Patienten bzw. dessen Angehörigen die Therapieziele fest.
Das Therapieprogramm, die Dosierung sowie gegebenenfalls Therapiepausen werden vom Vojta-Therapeuten in regelmäßigen Abständen der Entwicklung des Patienten angepasst.

## Kontroverse Diskussion und Kritik
Die häufigste Kritik an der Vojta-Therapie wird auf Grundlage des Schreiens bei Patienten im Säuglingsalter geführt. Viele Eltern gaben in einer Studie an, an ihre physischen und psychischen Belastungsgrenzen zu kommen, da sie ihre „intuitive Verhaltensbereitschaften zur Beruhigung und Beseitigung der Schreiursache“ unterdrücken mussten. Viele Mütter hatten zusätzlich die Sorge, das Kind könne ihnen die Behandlung übel nehmen und bleibenden seelischen Schaden erleiden.
Weitere Kritiker vermuten, dass „in einer Phase, in der körperliche Nähe und Liebe das Vertrauen und eine symbiotische Beziehung zwischen Eltern und ihren Babys festigen sollten, Eltern zu Aggressoren würden. Sie müssten ihre Kinder täglich mehrmals wiederkehrend auf eine Weise in Zwangspositionen bringen, die eine Babyseele nicht verstehen und nur als Misshandlung empfinden könne.“
Diese Diskussion wird sehr kontrovers geführt.
Eine Vergleichsstudie (Vojta-behandelte Säuglinge / altersgleiche gesunde Säuglinge) ergab, dass der zusätzliche mütterliche Einsatz bei der Vojta-Therapie nicht auf Kosten der Dauer des gemeinsamen entspannten Spielens ginge. In der Untergruppe der Säuglinge mit zentraler Koordinationsstörung (ZKS) zeigte sich, dass die behandelten Säuglinge außerhalb der Therapiezeit signifikant weniger unruhig wären als die unbehandelten Säuglinge.
Eine umfassende psychologische Untersuchung kam unter anderem zu dem Ergebnis, dass im Gegensatz zu den verschiedensten emotionalen Argumenten um eine Traumatisierung der Kinder durch die Neurophysiotherapie Vojtas sich die frühbehandelten symptomatischen Risikokinder im Alter von vier bis sieben Jahren nicht von bisher unauffälligen Vorschulkindern unterscheiden würden.
Bei der Analyse der Eltern-Kind-Beziehung habe sich bei der Vojta-behandelten Gruppe eine stark partnerschaftliche Einstellung der Eltern zum Kind gezeigt. Aggression oder Ablehnung der Eltern gegenüber dem Kind habe bei dieser Untersuchung nicht festgestellt werden können, im Gegenteil seien die Eltern teilweise eher zu sehr auf ihr Kind eingegangen.
Auch Ludewig und Mähler beschäftigen sich in einer Studie damit, wie physiotherapeutische Frühtherapie nach Vojta und Bobath die Mutter-Kind-Beziehung beeinflusst. Dabei zeigte sich, dass insbesondere zu Beginn der Behandlung die Krankengymnastik nach Vojta eine erhebliche Belastung für die Mütter darstelle, mit zunehmender Therapiedauer fänden sich jedoch weder bezüglich der seelischen noch bezüglich der körperlichen Belastung ein Unterschied zwischen Vojta- und Bobath-Methode.
Insgesamt regten die Ergebnisse dazu an, psychologische Aufklärung und Unterstützung von Müttern mit Kindern in krankengymnastischer Behandlung bereitzustellen oder zu intensivieren.
Die wissenschaftlich zuständige Gesellschaft für Neuropädiatrie und die Deutsche Gesellschaft für Sozialpädiatrie und Jugendmedizin vertreten die Auffassung, dass sich in den letzten Jahrzehnten die Erkenntnisse zur Steuerung der Motorik und zur psychomotorischen Entwicklung bei Kindern mit zerebralen Bewegungsstörungen so sehr gewandelt habe, dass die theoretischen Grundlagen einer Physiotherapie auf neurophysiologischer Grundlage nach Vojta und Bobath so nicht mehr haltbar seien.
Die kritische Einstellung zu den speziellen Therapieverfahren wie die nach den Konzepten von Bobath und Vojta hieße nicht, dass keine wichtigen Anstöße zur motorischen Entwicklung gegeben und eine Verringerung von Folgeschäden erreicht werden könnten. Im Rahmen der qualifizierten Weiterbildung in diesen Behandlungstechniken würden die notwendigen Kenntnisse hinsichtlich der neurologischen Symptomatik einschließlich ihrer Auswirkungen auf die Funktions- und Fähigkeitsstörungen sowie die psychomotorische Entwicklung der Kinder vermittelt, die für die Behandlung von Patienten mit infantilen Zerebralparese unabdingbar seien.
Sollte das täglich mehrfache Auslösen der Reflexlokomotion nach Vojta zu Verweigerung und Protest bei den Kindern führen, sei in der Regel eine Änderung der Vorgehensweise zu empfehlen.

## Anerkennung
Die Vojta-Therapie ist eine von den Krankenkassen anerkannte Behandlungsmethode. Vojta-Therapeuten haben eine anerkannte berufliche Weiterbildung nach den Standards und Leitlinien der Internationalen Vojta Gesellschaft e.V. zur Vojta-Therapie erfolgreich abgeschlossen. Die Überweisung an einen Vojta-Therapeuten erfolgt durch den behandelnden Arzt.
Qualifizierte Vojta-Therapeuten und -Ärzte sowie Behandlungszentren, Kliniken und physiotherapeutische Praxen, in denen die Vojta-Therapie angeboten wird, gibt es in Deutschland flächendeckend.

## Studien
Die von Václav Vojta beobachteten Reflexfortbewegungen, ihre Effekte und ihre therapeutischen Erfolge wurden wissenschaftlich vielfach untersucht und empirisch bestätigt. Darüber hinaus liegen vereinzelt evidenzbasierte Studien vor.
| Autor                               | n   | Untersuchung | Ergebnis | Evidenzniveau |
| ----------------------------------- | --- | --- | --- | ------------- |
| Vojta, 1974 (1969–1971)             | 394 | Symptomatische Risikokinder versus anamnestische Risikokinder | Frühbehandlung ist möglich und effektiv | C             |
| Vojta, 1978 (1971–1973)             | 582 | Kinder mit zentraler Koordinationsstörung (ZKS), die bei Nachuntersuchung Verschlechterung zeigten (höhergradige ZKS, Asymmetrie) | Das Spektrum der erfolglos behandelten Kinder ist anders als der nicht behandelten Kinder                                                                                               | C             |
| Vojta, 1982                         | 713 | Bedeutung subjektiver Einflüsse in der Befundbeurteilung; Behandlung versus Spontan-Remission, Behandlungsdauer | Effektive Frühbehandlung beginnt vor dem 5. Lebensmonat; Teilergebnisse der Studie (1974) vertieft und erweitert                                                                        | C             |
| Imamura et al., 1983                | 472 | Symptomatische Risikokinder, unbehandelt, nach Vojta-Kriterien untersucht | Etwa 50 % der unbehandelten Kinder „normalisieren“; fixierte Zerebralparesen rekrutieren sich bei fehlender Behandlung aus allen Schweregraden der zentralen Koordinationsstörung (ZKS) | D             |
| Kanda et al., 1984                  | 029 | Gegenüberstellung von Kindern mit spastischer Diparese und relevantem CT-Befund mit Frühbehandlung nach Vojta versus Spätbehandlung | Frühbehandelte Kinder gelangen durchschnittlich 8 Monate früher zum Laufen als spät behandelte Kinder                                                                                   | B             |
| Niethard, 1987                      | 067 | Kinder mit Hüftluxationen wurden vor der operativen Therapie nach Vojta behandelt | Rate der postoperativen Femurkopfnekrose konnte signifikant gesenkt werden, Optimierung der postoperativen Behandlung                                                                   | C             |
| Laufens et al., 1995                | 046 | Veränderung der motorischen Fähigkeiten bei Patienten mit Multipler Sklerose durch Vojta-Therapie | Signifikante Verbesserung der motorischen Fähigkeiten. Je nach Ausgangsstellung (siehe Durchführung) lassen sich im Resultat Unterschiede nachweisen                                    | B             |
| Böhme und Futschik, 1995            | 011 | Hochgradig unreife Frühgeborene mit bronchopulmonaler Dysplasie (BPD) werden in der Brustzone nach Vojta stimuliert | Einsatz des Brustzonenreizes verbessert die Lungenfunktion und reduziert Atemarbeit bei BPD                                                                                             | B             |
| Banaszek und Norska-Borowka, 1997   | 031 | 31 Frühgeborene wurden innerhalb der ersten 12 Monate nach Vojta behandelt, deren Entwicklung mit 70 gleichaltrigen Kindern während des 1. Lebensjahres verglichen                                                                         | Unter Verwendung eines Risikoscores lässt sich eine Behandlungsprognose stellen (Notwendigkeit, Dauer, Erfolg)                                                                          | C             |
| Jirout, 1998                        | 100 | Unter verschiedenen Ausgangsstellungen wurde vor und nach Auslösung der Rumpf- und Brustzone nach Vojta der Grad der Blockierung im oberen Kopfgelenk (Atlantookzipitalgelenk) geprüft                                                     | Durch Stimulation der Auslösezonen nach Vojta können Blockierungen im Atlantookzipitalgelenk ohne Manipulation an der Wirbelsäule gelöst werden                                         | C/D           |
| Laufens et al., 1999                | 015 | Untersuchung kombinatorischer Therapieeffekte Laufbandtherapie/Vojtatherapie bei Patienten mit Multipler Sklerose | Therapieeffekte sind am günstigsten bei Kombination: Laufbandtherapie und anschließende Vojta-Therapie. Die Kombination ist wirksamer als Vojta-Therapie allein                         | B             |
| Yamori und Hirota, 2004 (1988–2000) | 322 | Untersucht bei motorisch behinderten Kindern jenseits des 6. Lebensmonats, ob und wie die Vojta-Therapie Einfluss auf das Kriterium „freies Gehen“ hat                                                                                     | Die therapeutischen Aussichten sind bei frühem Beginn (vor dem 6. Lebensmonat) und Fehlen struktureller Läsionen günstiger                                                              | D             |
| Kanda et al., 2004                  | 10  | Langzeit-Verläufe (62 Monate, s. Publikation 1984) bei frühgeborenen Kindern mit spastischer Diplegie, die nach Vojta behandelt worden sind: Effektivität der Frühbehandlung                                                               | Statistisch nachgewiesene motorische Vorteile für CP-bedrohte Kinder bei konsequenter Vojta-Therapie                                                                                    | B             |
| Bittrich et al., 2008               | 035 | Frühgeborene werden nach Prechtl und nach Vojta untersucht, die Ergebnisse werden mit dem Resultat der frühen Vojta-Therapie in Beziehung gesetzt                                                                                          | Vojta-Therapie ist wirksam, jedoch nicht in jedem Fall erforderlich. Die Indikationsstellung lässt sich durch Kombination von Lagereaktionen und general movement patterns präzisieren. | B/C           |
| Zukunft-Huber, 2008/1; 2008/2       | 02  | Einbettung der Langzeitbehandlung nach Vojta bei zwei Frühgeborenen in ein komplexes Behandlungskonzept | Sorgfältig dokumentierte Langzeitverläufe unter Therapie | D             |
| Jung, 2011                          | 037 | Bei Säuglingen mit Haltungsasymmetrie wurde mit einem videobasierten Assessment die Rotationseinschränkung des Kopfes und die Konvexität der Wirbelsäule in Rücken- und Bauchlage vor und nach einem 8-wöchigen Therapieblock dokumentiert | Vojta-Therapie korrigiert die haltungsasymmetrischen Säuglinge signifikant besser als die Kontroll-Therapie                                                                             | A             |

1. ↑  In Klammern der Zeitraum, in dem die Daten gesammelt wurden
2. ↑  n: Zahl der Probanden in der Stichprobe
3. ↑  Evidenzniveau:
A = kontrollierte, randomisierte „blind“-Studie; RCT
B = Studie mit parallelisierter, randomisierter Kontrollgruppe, nicht „blind“ kontrolliert;
C = wie B, jedoch ohne randomisierte Kontrollgruppe, aber mit standardisiertem Untersuchungsinstrumentarium;
D = sorgfältig dokumentierte Falldarstellung ohne Vergleichsgruppe und ohne standardisiertes Untersuchungsinstrumentarium.

## Historisches
Zwischen 1950 und 1970 entwickelte Václav Vojta ein Behandlungsprinzip für zerebralparetische Kinder. Vojta hatte bei diesen bewegungsgestörten Kindern angeborene Bewegungsmuster beobachtet, die sich aus bestimmten Körperlagen heraus durch Druck auf spezielle Zonen am Körper aktivieren ließen. Diese aktivierten Bewegungen wurden vom jeweiligen Kind unbewusst ausgeführt, ließen sich zuverlässig wiederholen und enthielten Grundzüge einer Fortbewegung. Die Auswirkungen dieser Aktivierungen waren beträchtlich: die zerebralparetischen Kinder konnten zuerst deutlicher sprechen und nach kurzer Zeit sicherer aufstehen oder gehen. In weiteren Untersuchungen konnte Vojta nachweisen, dass sich die Bewegungen bei mehrfacher, wiederholter Auslösung umfangreicher und vollständiger auch bei gesunden Neugeborenen und ebenso bei gesunden Erwachsenen aktivieren ließen. Vojta sah seine Theorie der angeborenen Bewegungsmuster, die fest im Gehirn „programmiert“ sind, bestätigt. Ausgehend von dieser Theorie und der klinischen Erfahrung, dass bei neurologischen Bewegungsstörungen Programmstörungen im zentralen Nervensystem bestehen, sowie der weiteren Erfahrung, dass orthopädische Fehlhaltungen oftmals mit Beeinträchtigungen des zentralen Nervensystems einhergehen, entwickelte Vojta die Grundlage seiner Therapie.
Die Vojta-Therapie hat sich seit den 1960er Jahren als eine systematische, ganzheitliche Behandlung von Säuglingen, Kindern und Erwachsenen mit Zerebralparese bewährt. Darüber hinaus erwies sich die Vojta-Therapie auch als eine vielfach einsetzbare Behandlung für Patienten aller Altersgruppen aus den Bereichen der Neurologie, Orthopädie, Chirurgie, Traumatologie und der Inneren Medizin.
Heute wird das, teilweise von Vojta noch selbst ausgebildete, Team von Lehrphysiotherapeuten und Ärzten durch die Internationale Vojta-Gesellschaft e. V. (IVG) vertreten, die sich in der Aus-, Fort- und Weiterbildung, Forschung, Diagnostik und Qualitätssicherung der Vojta-Therapie international engagiert.

## Verbreitung
Das Vojta-Prinzip wird in Deutschland und in verschiedenen Nationen weltweit angewendet.
Vojta-Kurse finden seit vielen Jahren regelmäßig in folgenden Ländern statt: Chile, Japan, Korea, Mexiko, Norwegen, Österreich, Polen, Rumänien, Spanien, Tschechien, Kroatien, Thailand, Taiwan.
In Italien, Japan, Rumänien, Tschechien, Spanien, und der Schweiz gibt es jeweils auch nationale Vojta-Gesellschaften.